# Liceo classico Giuseppe Parini
Il liceo ginnasio statale "Giuseppe Parini" è un liceo classico di Milano, situato in via Goito 4, vicino a Brera.

## Storia

### Fondazione

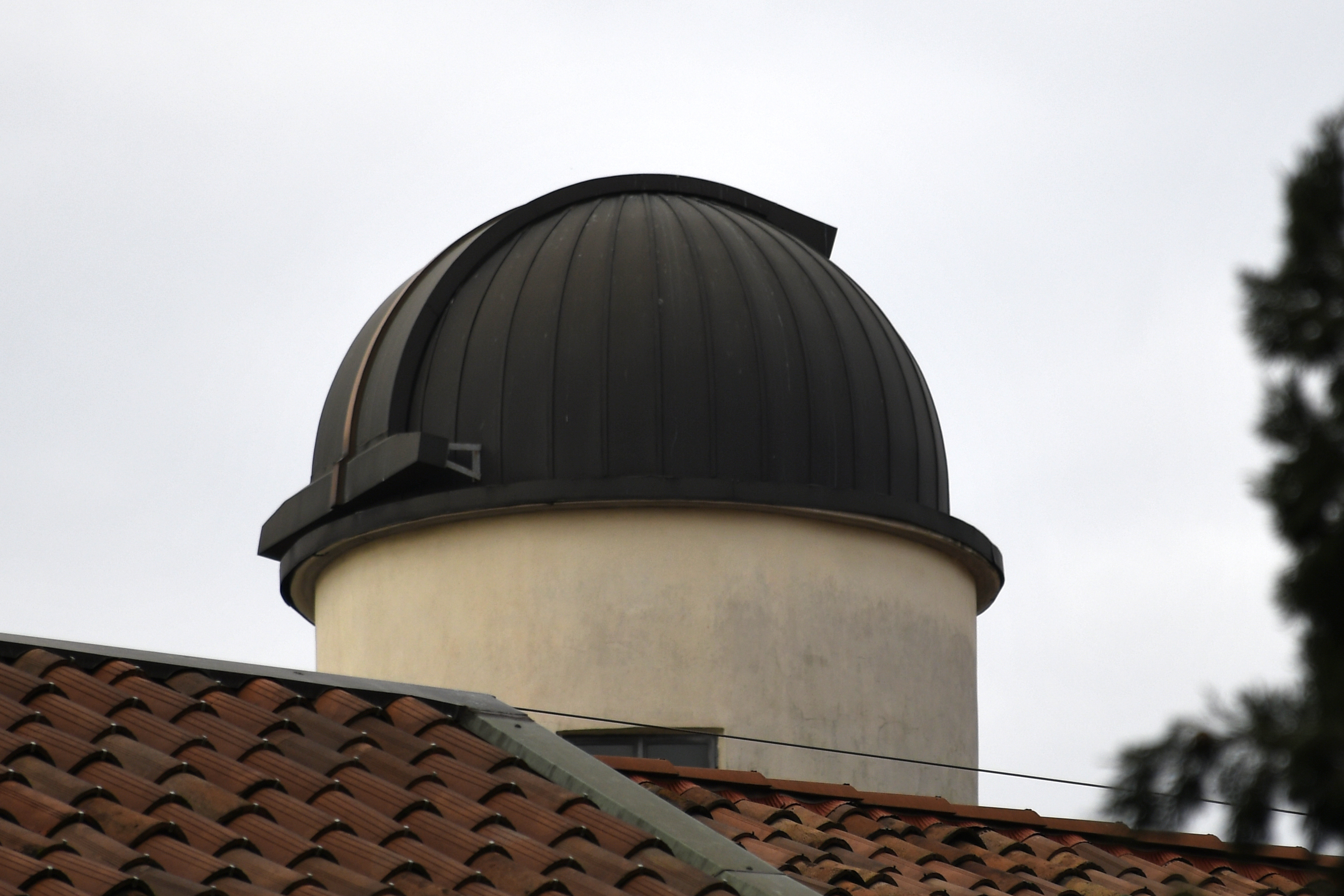
L'osservatorio astronomico della scuola

Nel 1774 venne istituito, da Maria Teresa d'Austria, il "Regio Ginnasio di Brera" presso il palazzo di Brera. Nel 1773 era stata soppressa la compagnia di Gesù e, di conseguenza, furono chiuse le scuole del famoso collegio che S. Carlo Borromeo aveva fatto costruire in un antico monastero degli Umiliati in una località periferica della città chiamata, appunto nel Medioevo, Braida, da cui la parola Brera.
Maria Teresa d'Austria aveva rinominato così le antichissime Scuole Palatine, di origine augustea, ospitate fino a quel momento al Broletto, trasferendole nell'ex collegio dei Gesuiti. La scuola venne inaugurata con la prolusione dell'abate Giuseppe Parini, incaricato di tenere i corsi di eloquenza: Parini divenne infatti professore di belle lettere.
Nelle Scuole Palatine avevano insegnato il Landriani, celebre fisico, Paolo Frisi, matematico, il Soave, filosofo, il Beccaria e il Romagnosi, docenti di economia politica.
Nel 1775-76 il conte Carlo di Firmian, ministro plenipotenziario della Lombardia austriaca, volle istituire anche un'Accademia delle Belle Arti: lo stesso Giuseppe Parini, in previsione di tale fondazione, aveva scritto le Avvertenze intorno al Segretario di un'Accademia di Belle Arti. L'Accademia ebbe in seguito un notevole sviluppo e restrinse lo spazio al Regio Ginnasio.

### XIX secolo
Nel periodo napoleonico venne introdotto un nuovo ordinamento scolastico sul modello di quello francese. La scuola, sino ad allora, era organizzata con istituti che offrivano percorsi educativi simili, quindi senza un'organizzazione di tipo gerarchico. Tra i licei e i ginnasi solo questi ultimi erano a gestione comunale e la parola "ginnasio" indicava quella scuola che precede gli studi superiori, costituiti dal liceo. Effetti legislativi del 1802 portarono alla divisione del Regio Ginnasio di Brera in due diverse scuole superiori, una che continuava le "Scuole Arcimbolde", di cui era stato allievo Giuseppe Parini e che fu chiamata liceo S. Alessandro, e un'altra che divenne il liceo di Porta Nuova, che fu ospitato nel palazzo in cui precedentemente funzionava una scuola fondata per un lascito di Pier Antonio Longone e affidata ai Barnabiti: il "Collegio dei Nobili", che, dopo l'egualitarismo rivoluzionario, divenne il Collegio Longone, in cui portò avanti gli studi anche Alessandro Manzoni. Tale liceo di Porta Nuova venne ribattezzato nel 1865 sotto la denominazione di liceo "Giuseppe Parini", mentre il S. Alessandro divenne il liceo "Cesare Beccaria".

### XX secolo
La vita dell'istitituto fu influenzata nel 1923 dalla Riforma Gentile, che modificò programmi e durata dell'insegnamento classico: cinque anni per il ginnasio (tre per quello inferiore, due per quello superiore) e tre per il liceo, e negli anni '60 dall'istituzione della scuola media unica. Il ginnasio perse gli anni del triennio inferiore e ne conservò il biennio superiore (IV e V ginnasio) seguito dal liceo classico.
Verso gli anni trenta fu costruito un nuovo edificio su un'area che precedentemente era stata coperta dal grande Monastero di San Marco, poi trasformato in ricovero, e finalmente demolito per dare la sistemazione urbanistica attuale che nei toponimi delle vie mantiene il ricordo storico risorgimentale, come via Montebello, piazza Mentana e via Goito. In questa ultima via il 9 e 10 febbraio 1935 venne inaugurata la nuova sede scolastica mentre il collegio Longone divenne il palazzo della Questura.

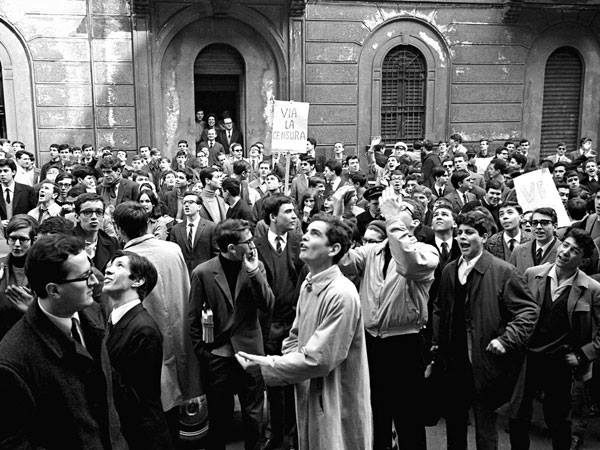
1966: di fronte al liceo gli studenti manifestano per il caso "la zanzara"

Nel 1966 il liceo venne coinvolto in uno scandalo che ebbe rilievo nazionale. Il giornale edito dagli studenti, La zanzara, pubblicò un'inchiesta sull'educazione sessuale e tre studenti redattori furono denunciati per stampa oscena e corruzione di minorenni. Il titolo dell'inchiesta era: Che cosa pensano le ragazze d'oggi?

### XXI secolo
Nel fine settimana del 16-17 ottobre 2004 un gruppo di cinque/sei studenti ginnasiali si introdusse nel liceo, ostruì gli scarichi dei lavandini dei servizi igienici e aprì i rubinetti, lasciando fluire liberamente l'acqua, che nel giro di 36 ore allagò quasi tutto l'edificio (ivi compresi i locali che accoglievano i distaccamenti dell'istituto magistrale Tenca e del liceo scientifico Severi), causando danni e ammaloramenti strutturali e alle attrezzature per oltre 200 000 euro. L'azione, perpetrata allo scopo di impedire lo svolgimento di un compito in classe in programma lunedì 18, ebbe ampia eco mediatica a livello nazionale e rese la scuola inagibile per diversi giorni: fino a tutto il mese di novembre i locali poterono essere utilizzati solo a turni. Il successivo 21 ottobre i responsabili confessarono le loro responsabilità all'allora preside Carlo Arrigo Pedretti. Oltre ai quindici giorni di sospensione (massimo previsto) e al 6 in condotta irrogato dalla scuola, il Tribunale dei Minorenni di Milano dispose a loro carico un anno in prova ai servizi sociali, per assistenza a pazienti ospedalieri anziani e riordino della biblioteca scolastica, con annesso sostegno psicologico. Nel 2006, stante la buona condotta e il ravvedimento dei responsabili, la Corte dichiarò estinto il reato di danneggiamento aggravato e interruzione di pubblico servizio. Nel 2008 dalla vicenda fu tratto il libro Alligatori al Parini di Giacomo Cardaci, al tempo allievo dell'istituto.
Nel 2006 è stato fondato un nuovo giornale scolastico, Zabaione gestito dagli studenti.
Nel maggio 2012, anche per iniziativa degli studenti, nell'atrio centrale è stata affissa una lapide in ricordo del giornalista Walter Tobagi.